# Рендал
Рендал (норв. Rendalen) — коммуна в губернии Хедмарк в Норвегии. Административный центр коммуны — город Бергсет. Официальный язык коммуны — букмол. Население коммуны на 2007 год составляло 2029 чел. Площадь коммуны Рендал — 3179,67 км², код-идентификатор — 0432.

## История населения коммуны
Население коммуны за последние 60 лет.

Статистика коммуны Рендал